# Giants Stadium

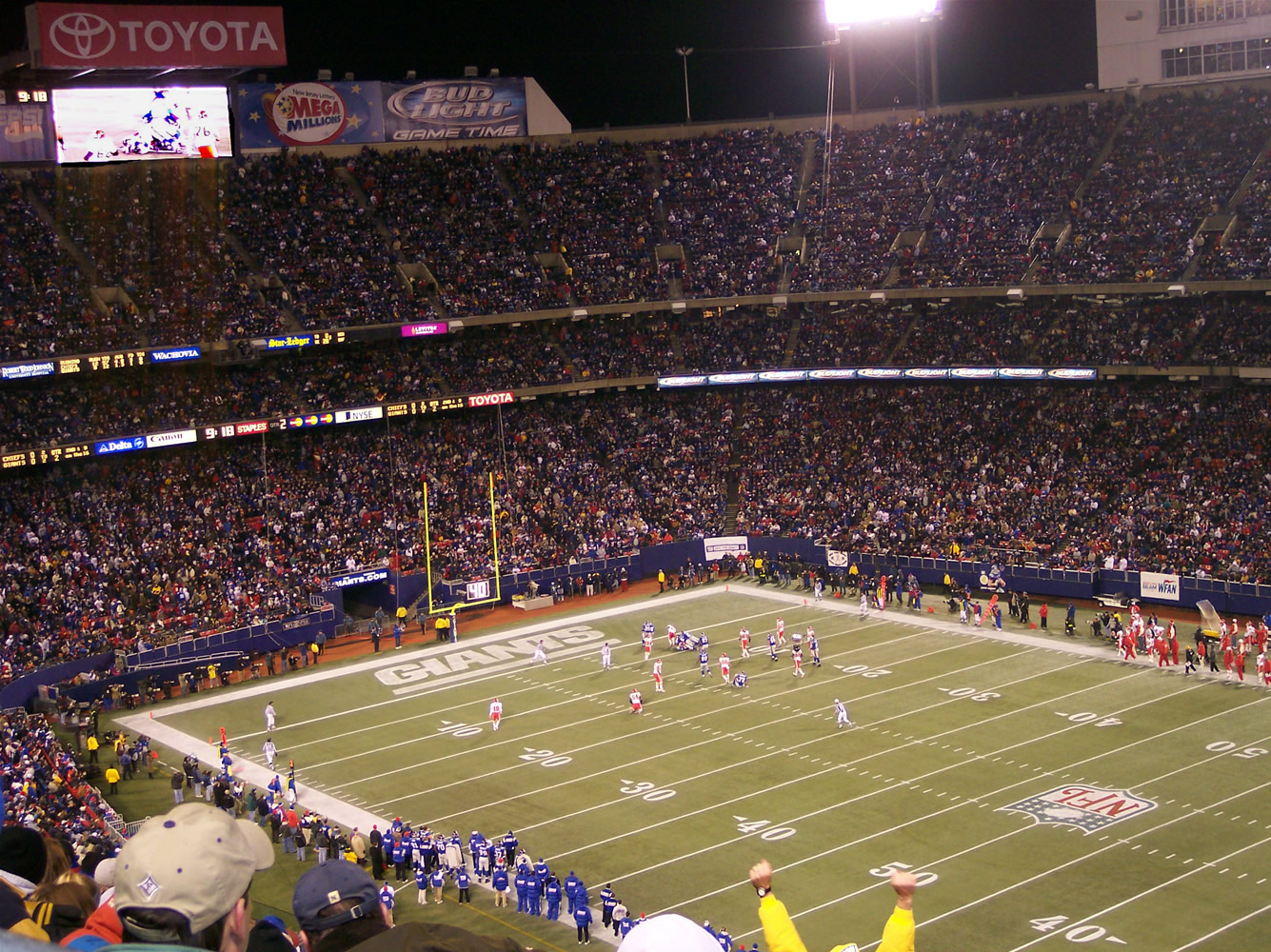
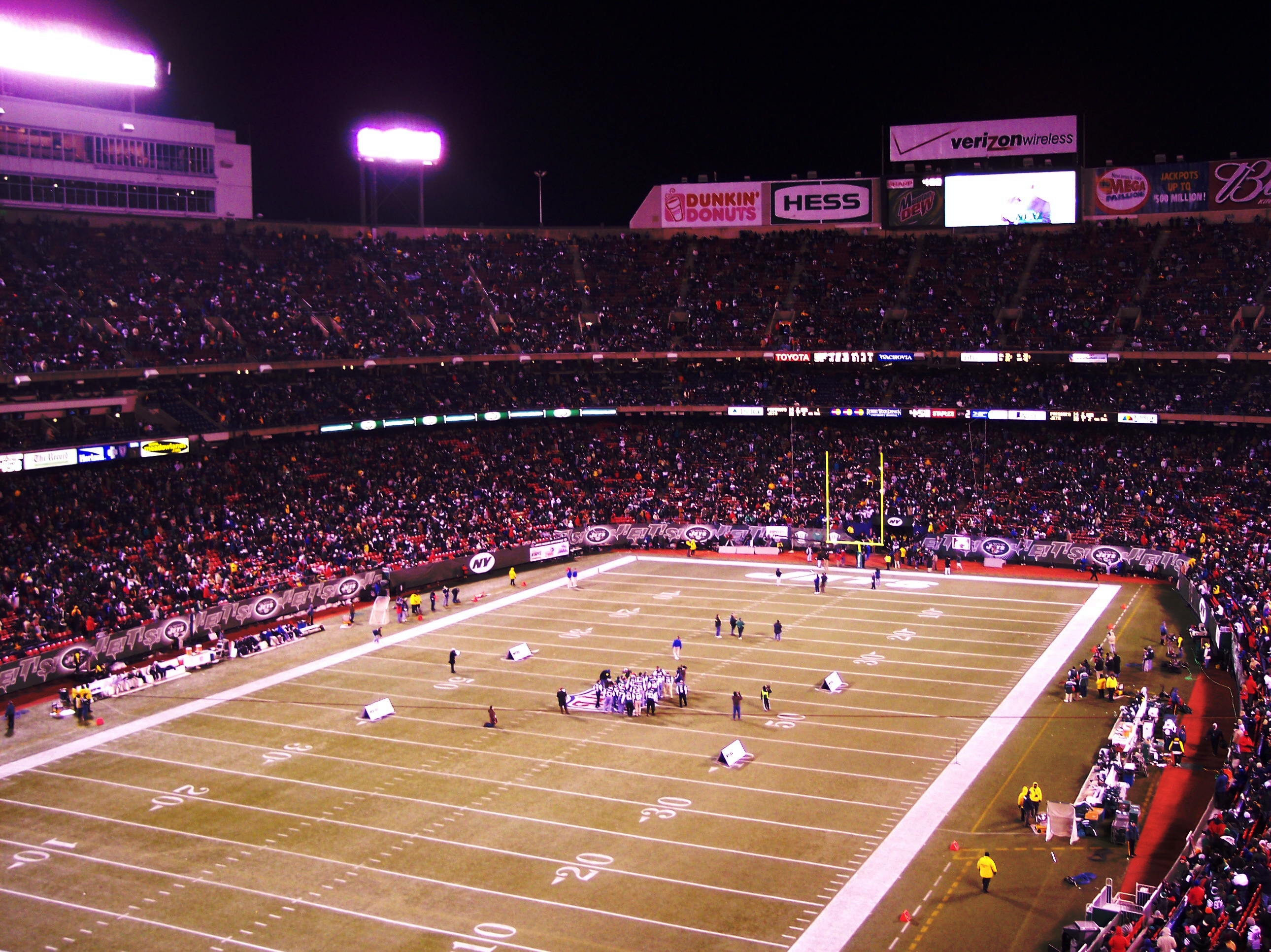
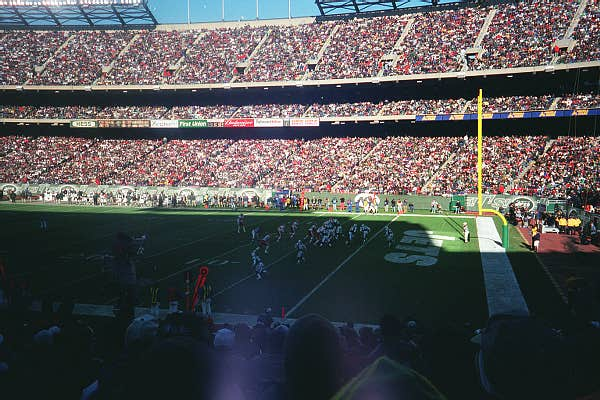
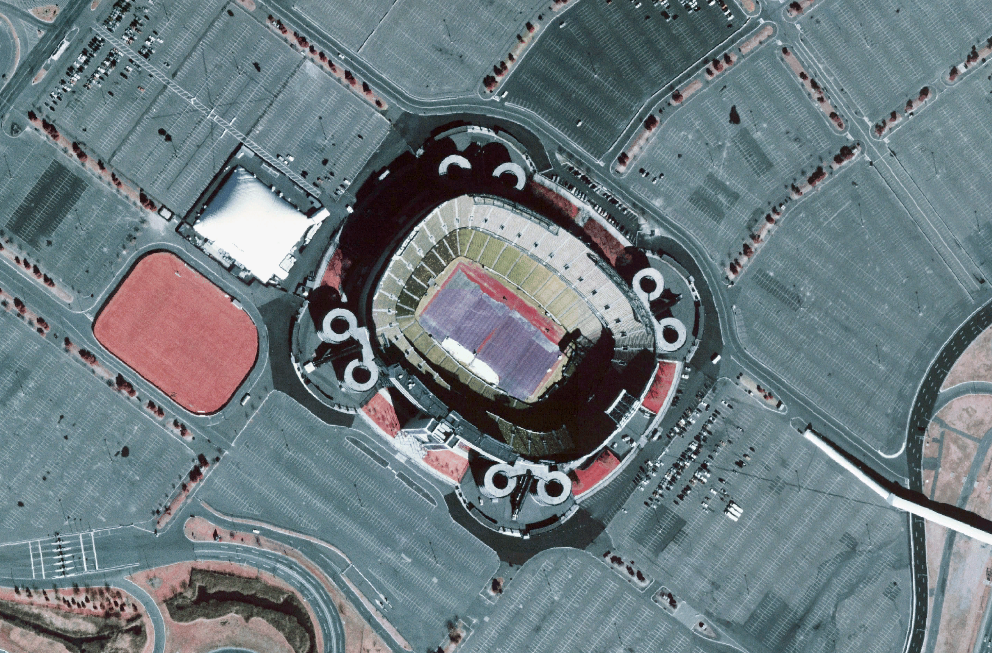

Giants Stadium – nieistniejący obecnie stadion sportowy położony w amerykańskim mieście East Rutherford w stanie New Jersey. Na tym obiekcie swoje mecze rozgrywała drużyna piłkarska New York Red Bulls oraz dwa zespoły futbolu amerykańskiego New York Giants i New York Jets. Stadion został zbudowany w 1976 roku, maksymalna pojemność wynosiła 80 242 widzów. Obiekt został zamknięty i zburzony w 2010 roku, jego rolę przejęła, wybudowana tuż obok, nowa arena MetLife Stadium.